# جامعة بيشوب
جامعة بيشوب هي جامعة في كندا، تأسست عام 1843. تقع في مدينة شيربروك.

## معرض صور

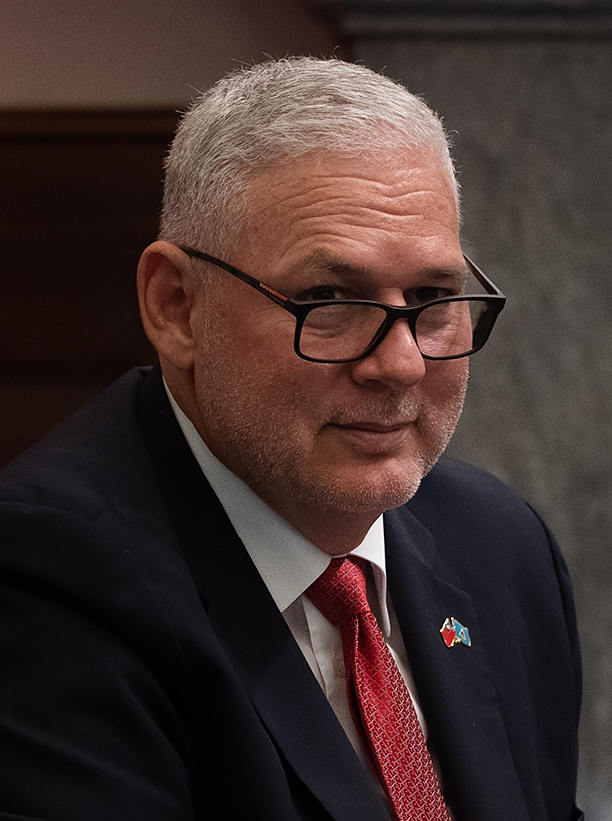
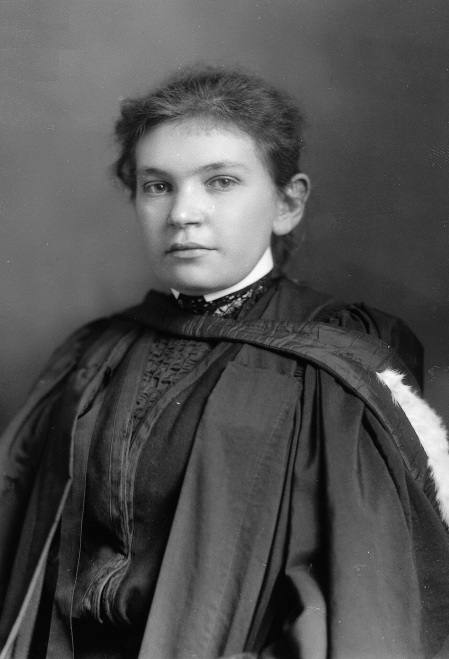
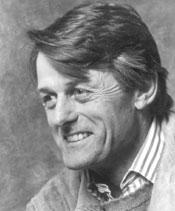
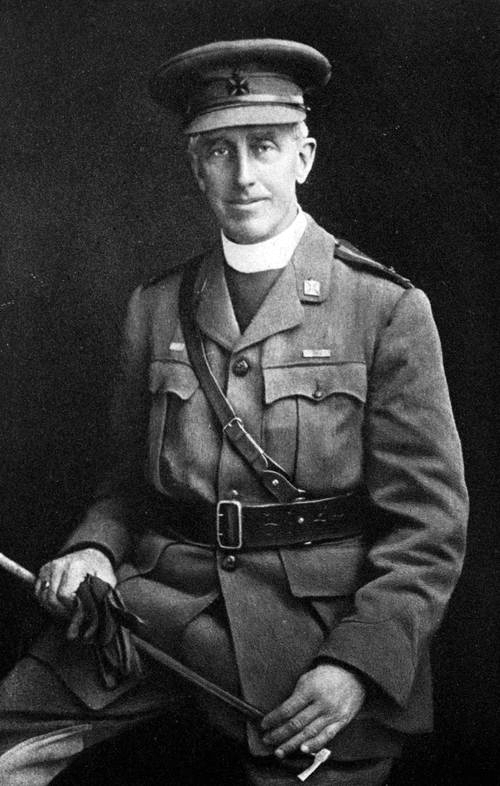
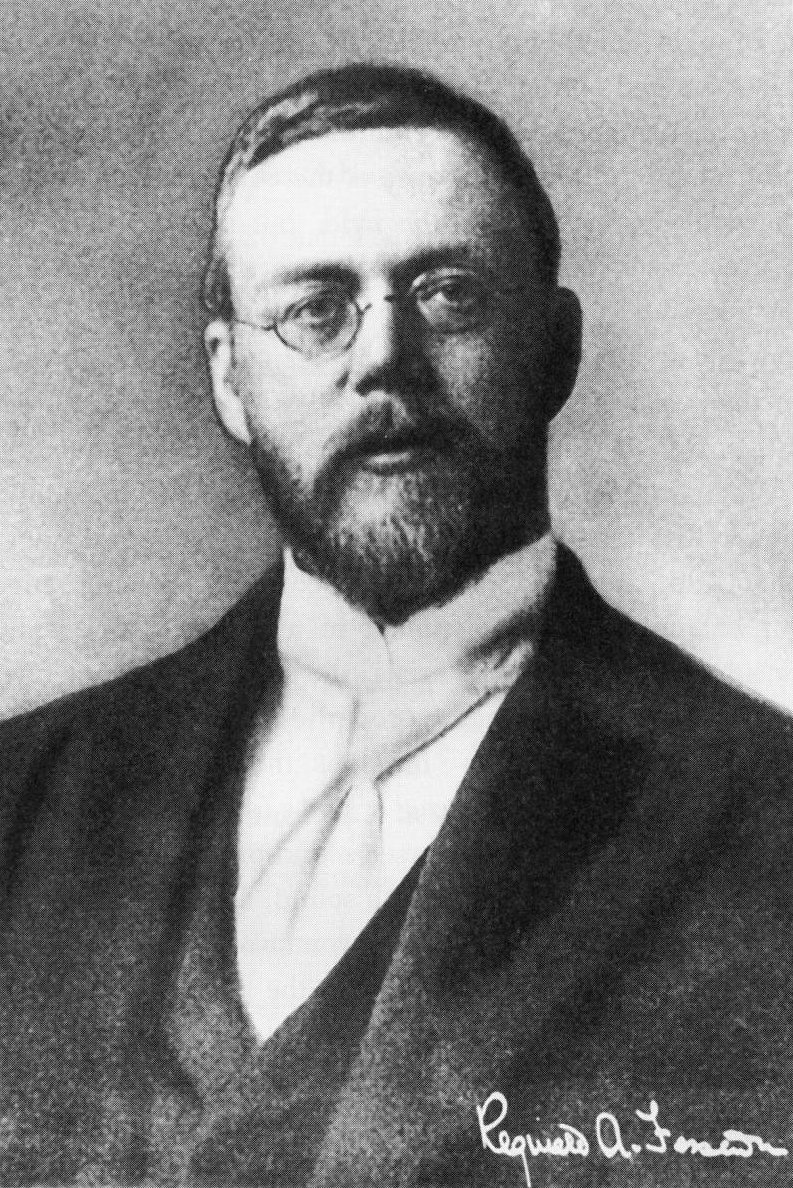

## إحصائيات
يبلغ عدد طلاب الجامعة 2,756 طالب.